# Palma Sola (Alto Lucero de Gutiérrez Barrios)
Palma Sola ist eine kleine Stadt in Mexiko mit ca. 3.100 Einwohnern; sie liegt im Bundesstaat Veracruz im Municipio Alto Lucero de Gutiérrez Barrios am Golf von Mexiko.
Wirtschaftlich ist die Kleinstadt auf Tourismus ausgerichtet. Haupteinnahmequellen sind Geschäfte entlang des Strandes, gastronomische Betriebe und drei Hotels. Vor allem zu Sommeranfang halten sich zumeist US-amerikanische Touristen am Strand auf. 
In unmittelbarer Nähe der Stadt befindet sich das einzige staatliche Kernkraftwerk Mexikos, das Kernkraftwerk Laguna Verde.